# Quinemurus numidus
Quinemurus numidus is een insect uit de familie van de mierenleeuwen (Myrmeleontidae), die tot de orde netvleugeligen (Neuroptera) behoort. 
Quinemurus numidus is voor het eerst wetenschappelijk beschreven door Navás in 1928.